# Calycosia petiolata
Calycosia petiolata är en måreväxtart som beskrevs av Asa Gray. Calycosia petiolata ingår i släktet Calycosia och familjen måreväxter. Inga underarter finns listade i Catalogue of Life.